# Ист Лайн
«Ист Лайн» (сервисная группа Ист лайн, East Line) — российская компания, оператор и владелец (через аффилированную компанию Hacienda Investments) московского аэропорта «Домодедово». Основана в феврале 1991 года в городе Свердловск (ныне Екатеринбург) как советско-лихтенштейнское совместное предприятие (СП).

## История
Компания была создана на базе уральских туристических фирм «Кедр» и «Малахит» предпринимателя и политика Антона Бакова (учреждённых ещё в СССР). При организации московской части бизнеса Баков пригласил к управлению ей Дмитрия Каменщика, который вырос в Свердловске, но учился в Москве. В 1992 году партнеры сумели развить аэропорт до придания ему статуса международного. Баков вышел из бизнеса в 1994 году, Каменщик до сих пор возглавляет компанию.

## Собственники и руководство
Председатель совета директоров — Дмитрий Каменщик.
Группу контролирует компания FML Limited с острова Мэн. Её акционерами «Ист Лайн» называет двух резидентов острова — Джейн Петерс (75 %) и Шон Каирнс (25 %). Фактическим бенефициаром группы считается Дмитрий Каменщик.
По другим данным, собственником аэропорта «Домодедово» является председатель наблюдательного совета аэропорта В. М. Коган.

## Деятельность

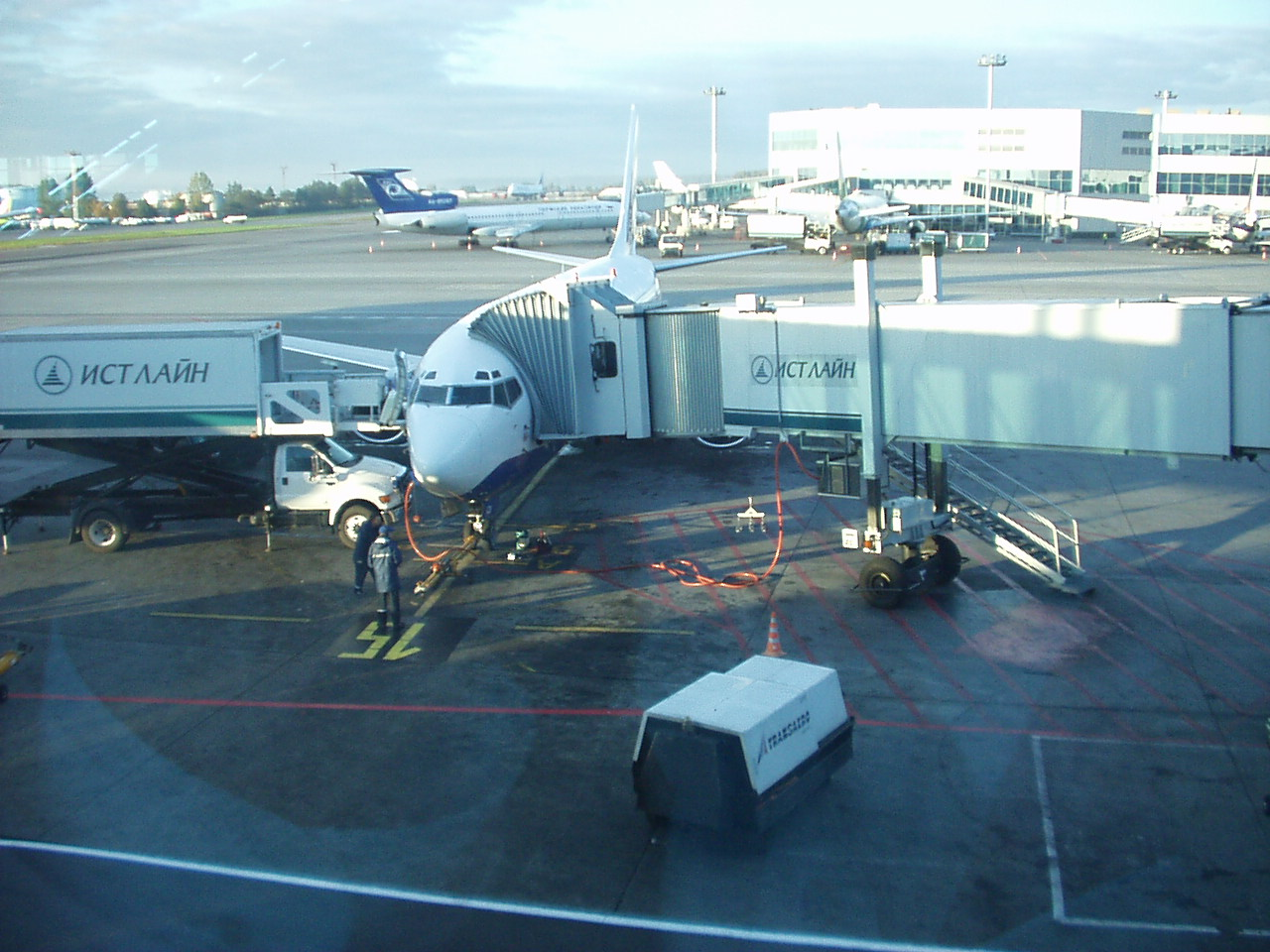
Грузовик бортового питания и телетрап «Ист Лайна»

В группу «Ист Лайн» входят более 10 предприятий, базирующихся, в основном, в аэропорту «Домодедово», в том числе:
- Аэровокзальный комплекс Домодедово
- Аэродромный комплекс Домодедово
- Топливно-заправочный комплекс
- Грузовой комплекс
- Фабрика бортового питания
- Гостиничный комплекс «Домодедово Аэротель»
- Агентство воздушных сообщений ИСТ ЛАЙН

Основной упор компания делает на развитие аэропортового комплекса, который уже сегодня занимает ведущие места в рейтингах аэропортов мира.
Консолидированная выручка «Ист Лайна» за 2004 — $440 млн, прибыль от продаж — $24 млн.

## Конфликт «Ист Лайна» с Госимуществом
В 2005—2006 годах государство в лице Госимущества в судебном порядке предъявила «Ист Лайну» претензии о истребовании аэропортового комплекса из владения группы. Президент РФ Владимир Путин сделал в начале 2006 заявление по поводу конфликта с «Ист Лайном», что «государство не должно разрушать успешно функционирующий бизнес». В октябре 2006 заключено мировое соглашение между «Ист Лайном» и Госимуществом, в соответствии с которым арендная плата за «Домодедово» поднята с 3 млн руб. до 92 млн руб. в год (на первые 5 лет, впоследствии ставка может быть пересмотрена). Срок действия договора аренды составляет 75 лет.

## Критика
В июле 2006 года компания «Ист Лайн» совершила «акт вандализма», как его охарактеризовала авиационная интернет-общественность: разрезала на металлолом «выдающийся образец советской конструкторской мысли» — самолёт Ту-114 б/н 76464, стоявший на постаменте в сквере у аэровокзала «Домодедово». Это был один из пяти сохранившихся экземпляров Ту-114 (теперь их осталось только три).